# Lichtbron
Een lichtbron is een object dat licht uitzendt.
Aan een lichtbron kunnen verschillende kwaliteiten worden toegekend:
- De sterkte van de lichtbron, bijvoorbeeld in termen van de hoeveelheid energie in de vorm van licht, die per tijdseenheid wordt uitgestraald, of in lumen;
- De frequentie of golflengte van het licht, of – in geval van gemengd licht – de kleurtemperatuur: de verdeling van de frequenties van het uitgestraalde licht;
- De gerichtheid van het uitgestraalde licht: Dit kan een parallelle bundel zijn, zoals bij een laser, of rondomstralend, zoals bij een gloeilamp;
- De vorm van de lichtbron zelf: een puntvormige lichtbron of een diffuse lichtbron.

Er zijn natuurlijke lichtbronnen, zoals de zon, vuur, bliksem, glimwormen. en er zijn kunstmatige lichtbronnen, meestal lampen, bijvoorbeeld de booglamp, gloeilamp, de TL-buis, de ledlamp of de plasmaboog.
Er komt ook licht van objecten die niet zelf licht uitstralen, maar het reflecteren. Bijvoorbeeld de maan, de blauwe hemel of een reflector, en verder elk voorwerp dat niet dof zwart is. Een voorwerp is zichtbaar als er een verschil is (in intensiteit of kleur) tussen het licht van het voorwerp en dat van de achtergrond.

## Het ontstaan van licht
Atomen kunnen energie absorberen en weer afgeven. Bij het afgeven van energie kan licht vrijkomen. Afhankelijk van de aard en hoeveelheid energie en van het soort atoom, kan de frequentie van het uitgestraalde licht verschillen. Als er sprake is van maar één soort atoom en van een specifieke toegevoerde energie, dan krijgt het uitgestraalde licht één bepaalde frequentie: monochromatisch licht. Als er sprake is van uiteenlopende atomen en verschillende energieniveaus dan wordt er polychromatisch licht uitgestraald: licht van verschillende frequenties door elkaar heen. Wit licht is altijd polychromatisch, maar niet alle polychromatische licht is wit.

## Standaard lichtbron
Voor onder andere kleurmeting zijn standaardlichtbronnen gedefinieerd.
Hier volgt een tabel met standaard lichtbronnen, die in gebruik zijn:
| Lichtbron | Kleurtemperatuur (kelvin) | Opmerking                                                                         |
| --------- | ------------------------- | --------------------------------------------------------------------------------- |
| A         | 2856                      | Een normale wolfraam gloeilamp                                                    |
| B         | 4874                      |                                                                                   |
| C         | 6774                      |                                                                                   |
| D65       | 6504                      | De lichtbron die het meest overeenkomt met zonlicht. Ook D55, D60 en D75 bestaan. |
| E         | 5400                      |                                                                                   |
| F2        |                           | Een fluorescentielamp                                                             |

Om een kleur onder daglicht te meten wordt een D65-lichtbron ingezet. Voor het meten van kleur onder kunstlicht van bijvoorbeeld gloeilampen is de A-lichtbron meer geschikt.
argandse lamp ·
booglamp ·
carbidlamp ·
CCFL ·
davylamp ·
EEFL ·
elektrodeloze lamp ·
elektronenflitser ·
filmzon ·
flitser ·
fluorescentielamp ·
gaslicht ·
gasontladingslamp ·
gloeilamp ·
halogeenlamp ·
hefnerlamp ·
hogehelderheidsled ·
jablochkoff-kaars ·
kaars ·
kalklicht · 
knijpkat ·
kwiklamp ·
lantaarn ·
ledlamp ·
menglichtlamp ·
metaalhalidelamp ·
natriumlamp ·
neonlamp ·
nernstlamp ·
olielamp ·
petroleumlamp ·
spaarlamp ·
tl-buis ·
xenonlamp ·
zaklantaarn